# عرضة جنوبية
العرضة الجنوبية: عبارة عن فلكلور شعبي تراثي سعودي، مكون من شاعر ولاعبين (عرّاضة) وزير. وتتميز بتنظيمها وجمالها، تقام في الأعياد والأعراس. تتشكل العرضة من قسمين من اللعابة، أمامي وخلفي، بينهما ممر، كل قسم يتكون من إثنين، إثنين، يقف الشاعر أمام المجموعة الأولى ويلقي صدر القصيدة، ويقول: شلّوا، أي العبوا بها، يبدأ الزير، ويتحرك سريعاً للمجموعة الثانية ويلقي عجز البيت، حيث لم يكن يومها مايك، تتناوب المجموعتان صدر البيت وعجزه صوتاً، حتى يشيب القاف، يأتي شاعر آخر، ويقول خلّوها، ويلقي قصيدة أخرى على اللحن أو بلحن آخر. ومهمة قارعي الطبول إضرام نار وسط الملعب لإحماء الطيران، الزير وهو دف كبير (تم بأ) مستمر ودف صغير (موّحد) يقرع في ثالث مازورة، ويتجاوز أخرى، هذه العرضة الأصلية.

## التاريخ
تعود العرضة الجنوبية في شكلها الحالي إلى ما قبل القرن العاشر الهجري بحسب أحد الباحثين في التراث الشعبي وهو قينان الزهراني، ويضيف أن العرضة كموروث شعبي لا يمكن تحديد بداياته، فهو تطور في البيئة الجنوبية على مدى مئات السنين قبل القرن العاشر، إلا أن أقدم نص شعري عرف في العرضة ومتوارث حتى الآن يعود إلى القرن العاشر الهجري، ولم يكن شعر العرضة حينها كما هو في الوقت الراهن والمنحصر في شعر الشقر الرد، وإنما كان ينتمي إلى طبقة الجناس. يورد الباحث في التراث الشعبي النص الشعري الذي يؤرخ لشكل العرضة الحالي والذي يقول أنه أنشد عام 1080 هـ:
أما الرد فكان:
كانت العرضة تقام في الفترة بين العصر والمغرب ومن بعد العِشاء والعَشاء وعند الحروب، وكان شعرها يعتمد على الحماس وتمجيد البطولات، ولم يدخل شعر الغزل في العرضة إلا في الفترة الأخيرة. أما عند الاحتفال بالعيد والذي يقام عصر ومساء أيام الأعياد، تكون العرضة حاضرة في بعض القرى الجنوبية، وفي هذا المجال لا تتنافس القرى فيما بينها، فالقرى القريبة من قرية الاحتفال والقبائل المجاورة يحلون ضيوفًا على أبناء تلك القرية، لأن أهم مميزات العرضة الجنوبية هو كثافة المشاركين، وكذلك الحضور المتفرجون، والذين يكون لهم دور في رفع حماسة العرضة، وزيادة تفاعلهم مع الإيقاعات، فعندما يكون الجمهور كثيفاً يتوقف قليلو الخبرة في العرضة عن المشاركة، وتخلو الساحة للعراضه الجيدين، يدخلون فيما يشبه المنافسة الصامتة بين بعضهم البعض ليبرز كل شخص شجاعته وقوته من تكييف حركات جسده والتحكم فيها وفق الإيقاعات.

## إيقاعاتها ولحونها

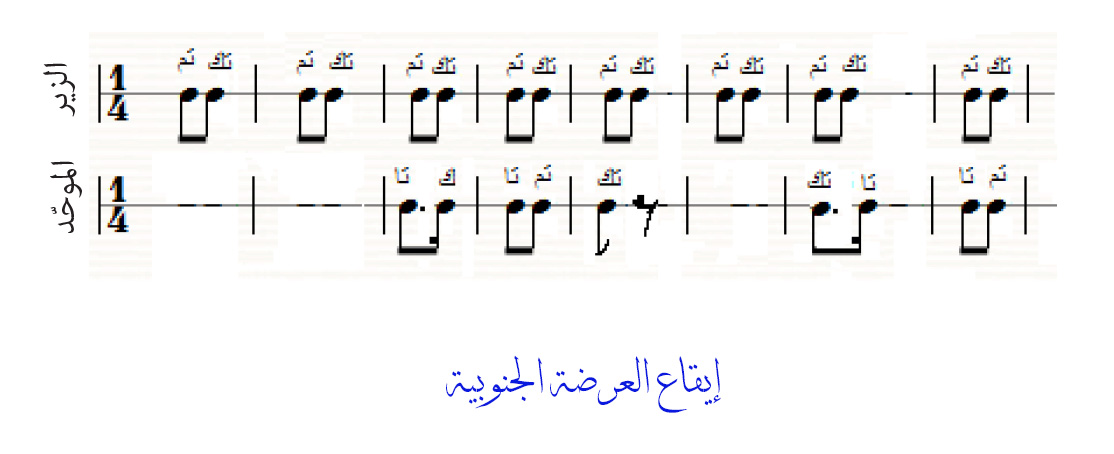
إيقاع العرضة الجنوبية

للعرضة إيقاعان: ثنائي (الوحدة السائرة) يصلح للردّادين، وبطيء (رائح) من وزن الثلاثي ومضاعفاته (تم تاك تك). أما بحور شعر العرضة فيقول الشاعر عبد الواحد الزهراني: أن الشعر الشعبي هو ابن شرعي للشعر الفصيح وبالتالي فان أوزانه والبحور التي ينظم عليها غالبًا ما تكون قريبة جدًا من شعر التفعيلة، فعندما نقطع البيت الشعري في شعر العرضة تجده تماما ينطبق مع أوزان الخليل بن أحمد الفراهيدي مع اختلاف بسيط، ففي شعر الجنوب يستخدم ميزان الملالاة أي يالال يالال بديلا عن التفاعيل التي بني عليها الشعر الفصيح، فموطن القوة في الشعر الجنوبي هو نفسه موطن الضعف فيه، حيث التزم بمحسن واحد من المحسنات البديعية وهو الجناس، فالشعر الجنوبي قيد نفسه بنوع واحد من المحسنات البديعية، ونعلم أن المحسنات البديعية أنواع لكن الشعر الجنوبي قيد نفسه بهذا النوع فقط فالشقر الجناس موطن قوة من حيث التحدي لكن اضعف الشعر الجنوبي بتقييده وقوقع الشعر الجنوبي وشعراءه في هذه المنطقة الجنوبية من السعودية. شعر العرضة الجنوبية له خصوصية ربما تفتقدها أغراض الشعر الأخرى، وتتمثل خصوصيته في فن الشقر.

## أداء العرضة
تعتبر العرضة فنًا ارتجاليًا يحتاج إلى تقنية عالية لدى الشاعر ليتمكن من خوض تجربة الشعر، لاعتماده على الشقر فنًا ملزمًا لمن يريد طرق باب العرضة كما يتطلب من فرقة العرضة تناسق وتناغم على إيقاع الزير في تشكيلات متناسقة، وجاءت كلمة عرضة من الاستعراض العسكري السلمي والذي يعتمد على تناسق الأداء والزي وقوة الحضور لدى المجموعة وتقوم العرضة على أساس وجود شاعر أو أكثر بمصاحبة الزير، حولهم صفوف العراضة التي لا تتقيد بعدد محدد، حيث تودي الصفوف العرضة وقد حملوا السيوف أو البنادق أو الخناجر على شكل الاستعراض والمشي بخطوة موزونة وبطريقة ثنائية الحركة (كل اثنين بجانب بعض) في حركة دائرية لا تلبث ان تعود لصف واحد دائري الشكل في مواجهة وسط الميدان لمتابعة المزوعين ومحاكاتهم في حركات استعراضية وتتوقف لمرحلة البدع والرد من الشعراء وتعود للدوران مرة أخرى وتختلف من منطقة إلى أخرى بل هناك اختلافات في المنطقة الواحدة.
الشقر في فن العرضة هي كلمة عامية يقابلها الجناس في اللغة العربية، وهو تشابه كلمتين في اللفظ واختلافهما في المعنى، ولا ينكر أحد ما للشقر من جرس ممتع وإيقاع جميل يشنف الأسماع ويبهج النفوس، فاصبح فن العرضة بوجود الشقر يتعامل مع الجميع: الشاعر والعراضة والجمهور والزير، وقد أصبح الشقر ميزة وسمة للعرضة الجنوبية حتى أطلق البعض كلمة الشقر على شعر العرضة الجنوبية بحكم تفرد شعر العرضة بهذه الصفة، وما يسمى شطراً في بيت الشعر العربي يسمى بيتاً في شعر العرضة الجنوبية، فتجد الشاعر الذي يبدع يتطلب عليه أن يهيئ البيت للشاعر الآخر وذلك يسمى الفرش، ويكون الرد على طريق الشقر ولابد من أن يشقر معنى كلمات أواخر أبيات الشاعر الأول إلى معنىً آخر غير ما أراده الشاعر الأول سواء بشكل كامل أو شكل ناقص، وذلك يعتمد على قدرات الشاعر المكتسبة والوراثية وما لديه من موهبة وامكانيات ثقافية وعلمية وفكرية، وذلك يتطلب قوة حفظ قوية لقصيدة الشاعر وسرعة بديهة تمكنه من فهم قصد الشاعر وتفسير معانيه والرد بناء على ذلك، بحيث يصل رده للمنافس مبطنًا بدون مباشرة بما يمتلكه شاعر الرد من رصيد معرفي وثقافي يضاف لها الراحلة وقبول الناس له وتوظيف بعض الحكم والامثال، وهو بذلك قد نسج ألفاظًا فريدة بطريقة مبدعة تنم عن موهبة يتميز عن طريقها شاعر عن آخر وبذلك يبدأ تصنيف الشعراء من جمهورهم بأن فلاناً مميز في رده وهذا في بدعه، وذاك في لحنه.

## الخطوة والسامر

الخطوة، صفان متقابلان من اللاعبين بدون موسيقى أو طبل

الخطوة صفان متقابلان من اللاعبين بدون موسيقى أو طبل، يتقدمان خطوات للأمام ورجوع للخلف (تكسير)، ألا ياخوط موز، خوط برك، خوط ريحان. وهناك السامر، صفان متقابلان أيضاً، هزّ ثابت. آلة المزمار تلعب دورًا رئيسًا في احياء العرضة الجنوبية، بصوتها الذي يسري بين المحتفلين ويحمسهم للتفاعل مع كل نغمة تصدر منها، خصوصًا إذا كان من يعزف عليها متمكنًا في مهمته، ويمتلك نفسًا طويلًا، وحتي يؤدي المزمار بطريقة جيدة، يجب ان يخضع لعملية التنظيف والتسخين علي درجة حرارة معينة، حتي يعطي صوتًا كبيرًا لمساحة واسعة.